# Alice Gerken

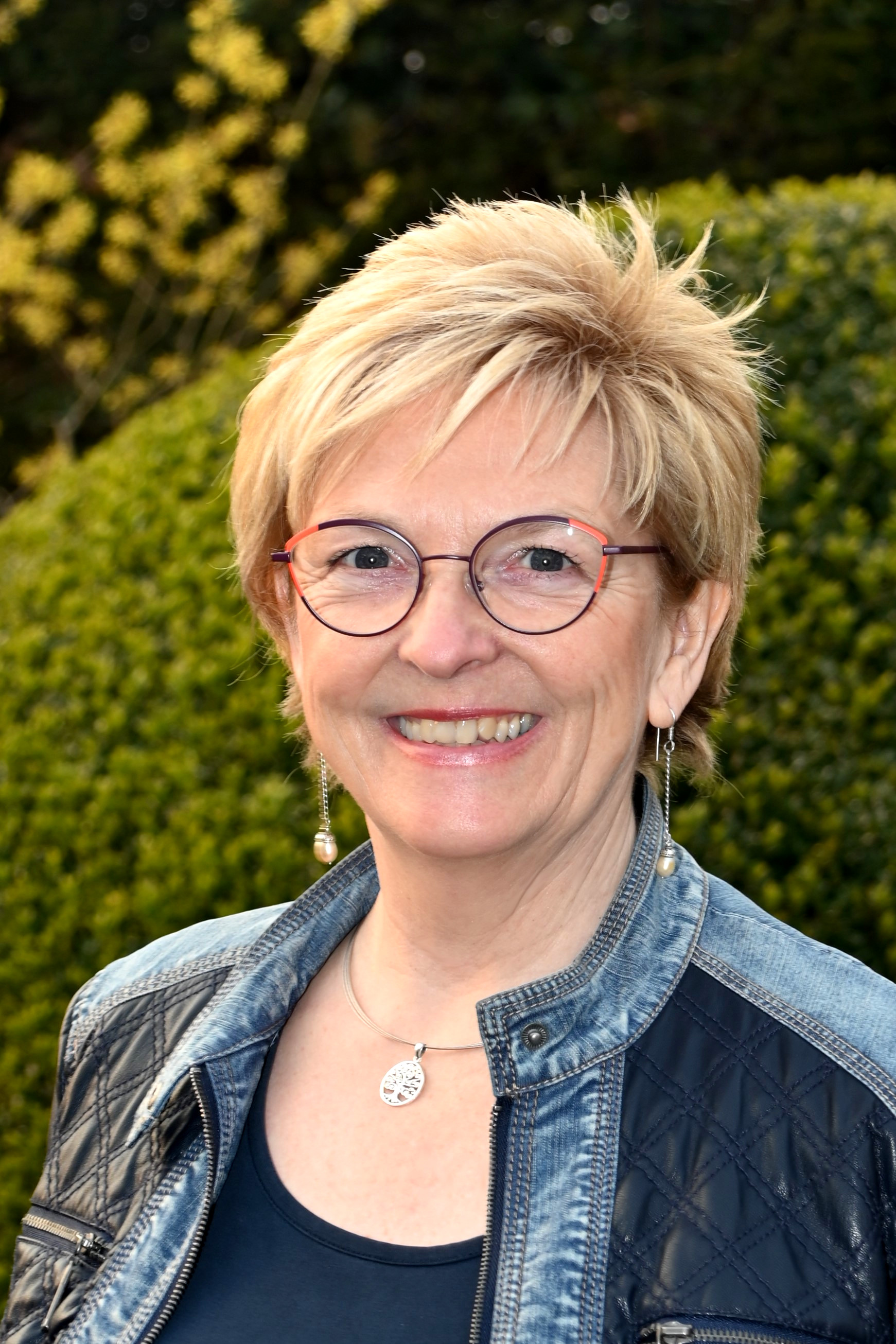
Bürgermeisterin Alice Gerken (Foto: Gemeinde Ganderkesee) 2019

Alice Gerken, ehemals Alice Gerken-Klaas, (* 25. April 1964 in Jever als Alice Gerken) ist eine deutsche Politikerin. Sie war vom 1. November 2006 bis zum 31. Oktober 2021 Bürgermeisterin der Gemeinde Ganderkesee.

## Leben

### Ausbildung und Studium
Nach ihrer Ausbildung zur Verwaltungsfachangestellten bei der Stadt Jever begann Gerken das Studium für den allgemeinen gehobenen Verwaltungsdienst, welches sie 1992 als Diplom-Verwaltungswirtin abschloss. Seit 18. Januar 1993 ist sie Beamtin der Gemeindeverwaltung Ganderkesee. Sie leitete seit 1999 den Fachbereich „Zentrale Dienste, Schulen“. Von 1993 bis 1996 absolvierte sie ein nebendienstliches Studium an der Verwaltungs- und Wirtschaftsakademie in Leer für den Abschluss Verwaltungs-Diplom.

## Politik

### Kommunalwahl 2006
Gerken setzte sich bei der Kommunalwahl am 10. September 2006 mit 53,25 % der Stimmen gegen ihren Herausforderer Rainer Lange (SPD) durch und wurde damit die erste Bürgermeisterin der Gemeinde. Gerken trat als Einzelbewerberin zur Wahl an. Sie wurde offen unterstützt von der CDU und der FDP.

### Kommunalwahl 2014
Im Rahmen ihrer erneuten Kandidatur im Jahr 2014 wurde sie offiziell von CDU, FDP, SPD und Freien Wählern unterstützt. Am 25. Mai 2014 setzte sie sich erneut mit 77,02 % der Stimmen gegen ihren Herausforderer Jens Gause (Bündnis 90/Die Grünen) durch. Die Wahlbeteiligung lag bei 52,99 %.
Am 25. April 2020 kündigte Gerken an, bei der Bürgermeisterwahl 2021 nicht erneut zu kandidieren.

## Privates
Gerken war mit Hans-Hermann Klaas verheiratet. Im August 2016 wurde ihr Ehename „Gerken-Klaas“ in „Gerken“ geändert.
2006 trat Gerken beim Radiosender Bremen Vier im Rahmen des Bürgermeisterkaraoke gegen neun andere Bürgermeister an und sang dort den ABBA-Hit Dancing Queen. Sie spricht fließend Plattdeutsch und förderte die regionale Sprache u. a. mit der jährlichen „Plattdüütschen Week“, die inzwischen überregional bekannt ist. Darüber hinaus ist Alice Gerken bekennende Anhängerin des Ganderkeseer Faschings und seit vielen Jahren u. a. beim Festumzug aktiv. In ihrem Ruhestand ist Gerken als Trauerrednerin aktiv.